# 방송차

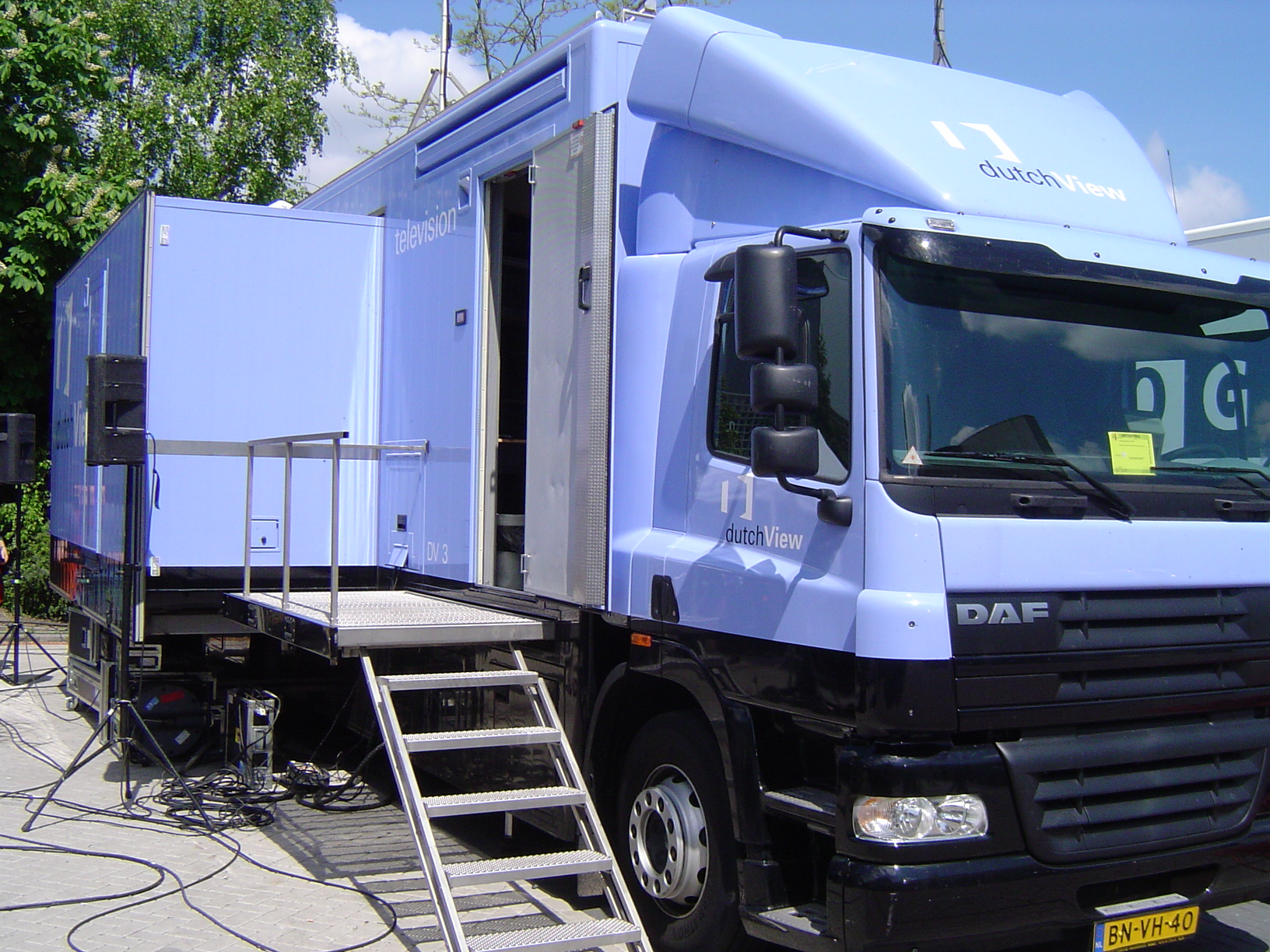
방송차의 모습.

방송차(Production truck)는 방송에 필요한 특수한 장비를 모두 갖춘 특장차를 가리킨다. 방송국에서 많이 쓰이며 화물차, 버스, 승합차 등을 개조해서 만든다.
방송차는 일반 TV 스튜디오 외부 위치에서 이벤트 촬영 및 비디오 제작을 허용하는 소형 이동식 제작 제어실이다. 원격 방송, 외부 방송(OB), 전자 현장 제작(EFP)에 사용된다. 일부는 최대 30명의 제작진이 필요하며, 추가 장비를 위한 추가 트럭과 위성 접시를 사용하여 통신 위성을 통해 비디오를 다시 스튜디오로 전송한 다음 다시 아래로 전송하는 위성 트럭도 필요하다. 또는 일부 생산 차량에는 이러한 목적을 위한 위성 송신기와 위성 접시가 단일 트럭 본체에 포함되어 공간, 시간 및 비용을 절약한다.
다른 방송차는 크기가 더 작으며 일반적으로 관리하려면 현장에 2~3명의 인력이 필요하다. 예를 들어, 텔레비전 생방송을 제공하는 방송 저널리즘 뉴스 기자, 공식 텔레비전 스튜디오 외부의 전자 뉴스 수집(ENG) 현장에서 지역 뉴스를 제공한다. 어떤 경우에는 스테이션 왜건, 승합차 또는 심지어 오토바이일 수도 있다(특히 거리가 혼잡하거나 신속한 대응이 필요하고 오토바이의 기동성이 더 좋은 도시의 경우).

## 특징

### 대한민국
방송에 필요한 특수한 장비를 모두 갖춘 특장차이기 때문에 방송 활동에 있어 매우 적합한 차종이다. 그래서 KBS, MBC, SBS, EBS와 같은 각종 방송국 들에서 사용하는 차종이다. 드라마의 촬영이나 스포츠의 생방송까지 방송에 관한 모든 역할을 도맞는 차종이기에 방송의 현장과 취재의 현장에선 항상 필수로 같이 오는 차종이다. 주로 화물차, 버스, 승합차를 특장해서 만들게 된다.

### 일본
일본에서는 방송 장비를 도입할 때 필요하게 될 차량은 한국과 비슷하게 특수 목적으로 제작한 특장차로 구성되어 있어, 안테나가 탑재하여 장착된 방송 설비가 완비된 차량을 한국보다도 더 신속하고 알뜰하게 방송해야 하는 특성을 가지고 있다. NHK나 TBS, NTV, 후지TV, TV아사히, TV도쿄, 도쿄 MX 등 방송사 전체에 걸쳐 방송 차량을 지원 운행한다. 차량은 한국과 거의 비슷하게 구성되어 있으며, 일부는 냉동탑차를 방송 차량으로 개조시키는 경우도 간혹 있다.

## 같이 보기
- 특장차
- 방송국
- 화물차
- 버스
- 승합차